# Emily Ruskovich
Emily Ruskovich és una autora estatunidenca que va guanyar l'International Dublin Literary Award el 2019 per la seva novel·la Idaho. Es va graduar a l'Iowa Writers' Workshop i és professora d'escriptura creativa a la Boise State University. Actualment viu a Idaho City.

## Obres publicades
Novel·les
- Idaho (2017), publicada en català per Les Hores (2020), guanyadora de l'International Dublin award el 2019 i finalista del Dylan Thomas International Prize.

Contes
- Owl (2014), premi O' Henry 2015.

## Premis
- 2015 Owl, O. Henry Prize (guanyadora)
- 2019 Idaho, International Dublin Literary Award (guanyadora)
- 2019 Idaho, Dylan Thomas International Prize (finalista)